# Beaver River (Liard River)
Der Beaver River (englisch für „Biber-Fluss“) ist ein linker Nebenfluss des Liard River im kanadischen Yukon-Territorium und in der Provinz British Columbia.

## Flusslauf
Der Beaver River entspringt in den Logan Mountains, dem südlichen Teil der Selwyn Mountains, im Südosten des Yukon-Territoriums. Er fließt im Oberlauf in überwiegend östlicher Richtung durch das Bergland. Er wendet sich im Mittellauf allmählich nach Südosten und verläuft im Unterlauf nach Süden. Er nimmt den Whitefish River von links auf. Die letzten 40 Kilometer legt der Beaver River in British Columbia zurück. Der Crow River mündet von rechts in den Fluss. Wenig später, 25 km nordwestlich von Nelson Forks, erreicht der Beaver River den Liard River.